# Guilherme Samaia

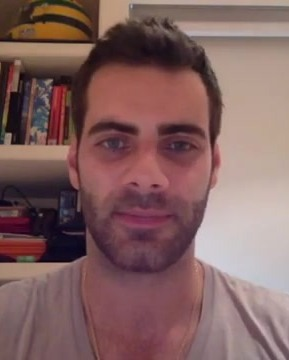
Guilherme Samaia, 2020

Guilherme Samaia, vollständiger Name Guilherme de Abreu Sampaio Samaia, (* 2. Oktober 1996 in São Paulo, Brasilien) ist ein brasilianischer Automobilrennfahrer. Im Jahr 2017 gewann Samaia die Brasilianische Formel-3-Meisterschaft mit dem Team Césario F3. Nach seinen Anfängen im Kartsport hat Samaia bisher ausschließlich in Monoposto Rennserien teilgenommen.

## Karriere
Samaia begann seine Motorsportkarriere 2012 im Kartsport, er wechselte 2013 in die Fórmula Junior Brazil, wo er an zwei Rennen teilnahm und den 16. Gesamtrang erreichte. Zwei Jahre später belegte er den ersten Platz in der Formula 3 Brazil Light. Im Jahr 2016 wurde er Vizemeister in der Brasilianische Formel-3-Meisterschaft und im folgenden Jahr gewann er diese Meisterschaft. An der Euroformula Open Serie nahm er 2018 und 2019 teil. Samaia fuhr in der FIA-Formel-2-Meisterschaft 2020 für das spanische Team Campos Racing. Die Saison beendete er ohne Weltmeisterschaftspunkte.
Im Jahr 2021 fährt Guilherme Samaia erneut in der FIA-Formel-2-Meisterschaft, diesmal für das tschechische Rennteam Charouz Racing System.

### Karrierestationen
| - 2012: Kartsport - 2013: Fórmula Junior RS (Platz 16) - 2015: Formula 3 Brazil Light (Platz 1) - 2016: Brasilianische Formel-3-Meisterschaft (Platz 2) | - 2017: Euroformula Open (Platz 17) - 2017: Britische Formel-3-Meisterschaft (Platz 13) - 2017: Brasilianische Formel-3-Meisterschaft (Platz 1) - 2018: EuroFormula Open (Platz 6) | - 2019: Euroformula Open (Platz 16) - 2019: Euroformula Open Winter Series (nicht klassifiziert) - 2020: FIA-Formel-2-Meisterschaft - 2021: FIA-Formel-2-Meisterschaft |